# Ariel Wizman
Cet article possède un paronyme, voir Wissmann.
Ariel Wizman, né le 19 mai 1962 à Casablanca au Maroc, est un journaliste, comédien, animateur de radio et de télévision, DJ et entrepreneur français.

## Biographie

### Jeunesse
Ariel Wizman naît au sein d'une famille juive marocaine, de deux parents professeurs. Il a huit ans lorsque sa famille quitte le Maroc à cause du climat antisémite consécutif à la Guerre des six jours, pour s'établir en France, d'abord à Wittenheim, en Alsace, puis en banlieue parisienne, près de Yerres, dans l'Essonne. Il suit ses études au lycée François-Joseph-Talma à Brunoy (Essonne).
À Paris, Ariel Wizman entre à l'École normale israélite orientale, dirigée à l'époque par Emmanuel Levinas, où il obtient son baccalauréat en filière littéraire. Il entre ensuite en classes préparatoires au lycée Claude-Monet (Paris), avant de suivre des études de philosophie à Montpellier puis à l'Université Paris-Sorbonne où il obtient une maîtrise.

### Débuts dans les médias (années 1990)
Au cours d'une fête tzigane, il se lie d'amitié avec Édouard Baer. Ils font tous les deux partie du "Caca's club", qui se réunit chez Castel autour de Frédéric Beigbeder. Dans les années 1990, ils collaborent sur un grand nombre de projets, dont l'animation de l'émission La Grosse Boule sur Radio Nova, et d'émissions télévisées telles que Nonante sur Canal Jimmy. Par la suite, Ariel Wizman poursuit sa carrière audiovisuelle en participant à des programmes très variés.
Journaliste ou chroniqueur depuis 1984 pour de nombreux et divers magazines dont Actuel, le Nouvel Économiste, Vogue Hommes, 20 ans, Elle, Max, ou encore, plus récemment, Grazia et L'Express, Ariel Wizman crée et dirige, en 1995, Univers >Interactif, magazine de la cyberculture en France. En 1998, il est rédacteur en chef adjoint de Globe.
En 1999, il crée sa société de production, La Grosse Boule Productions, spécialisée dans la création de documentaires audiovisuels, pour lesquels il lui arrive souvent d'être lui-même reporter. Il produit quelques émissions de radio pour France Culture, mais aussi pour Canal+.

### Chroniqueur sur Canal + (2003-2017)

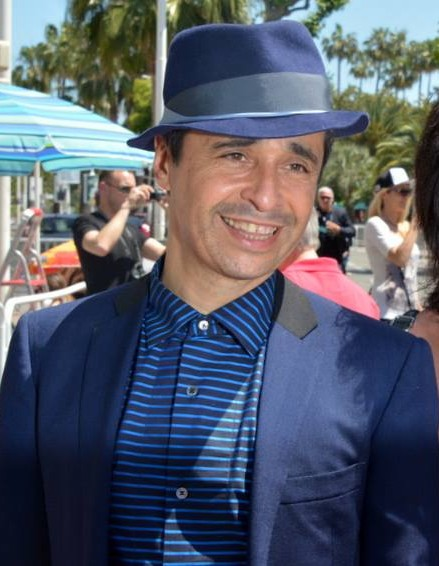
Ariel Wizman au festival de Cannes 2015.

À partir de septembre 2003, il co-anime avec Stéphane Bern l'émission quotidienne d'access-primetime 20h10 pétantes, qui remplace Nulle part ailleurs, émission emblématique de Canal+ de 1987 à 2001.
En 2004, il enregistre gratuitement un message contre le téléchargement par des réseaux pair-à-pair, se retrouvant sans l'avoir prévu au cœur de la campagne du ministère de l'Industrie et obtient à ce titre un Big Brother Award.
À la rentrée 2005, au bout de seulement deux saisons, 20h10 pétantes devient hebdomadaire, en étant transférée le week-end. En effet, c'est la nouvelle émission Le Grand Journal qui s'installe durant la semaine. Mais quand Stéphane Bern quitte Canal en 2006 pour rejoindre France Télévisions, l'hebdomadaire, qui s'appelle successivement Vendredi pétantes puis Samedi pétantes, est arrêtée définitivement. Durant les deux premières années d'existence du programme, Ariel Wizman déclare avoir touché 30 000 euros par mois.
Parallèlement à la dernière année de 20h10 pétantes !, il produit et anime une hebdomadaire sur les tendances culturelles, intitulée Tentation 07. Et sur la chaîne du groupe I>Tele, il anime une autre hebdomadaire, Idées fortes, au cours de laquelle il s'entretient avec l'auteur d'une œuvre publiée récemment.
À la rentrée 2007, il intègre une bande, celle créée pour une nouvelle émission de mi-journée de Canal+, intitulée L'Édition spéciale, qui sera diffusée jusqu'en 2011. Ariel Wizman y officie comme chroniqueur régulier, proposant un billet d'humeur quotidien, d'abord sous la direction de Samuel Étienne, puis de Bruce Toussaint. Il y a pour collègues Nicolas Domenach, Anne-Élisabeth Lemoine, Daphné Bürki, Émilie Besse mais aussi Marie Colmant.
Il reçoit en 2009 le « Gérard du meilleur costume pour l'ensemble de son œuvre dans L'Édition spéciale » lors de la 4e cérémonie des Gérard de la télévision, émission satirique.
Quand l'émission est remaniée pour la rentrée 2011 à la suite du départ de Bruce Toussaint, il fait partie de la nouvelle équipe formée autour de d'Ali Baddou, puis de Daphné Bürki. Dans La Nouvelle Édition, il tient, entre autres, une chronique sous forme de mini-reportages intitulée Les figures de la contestation, dont il a tourné les premiers épisodes en Tunisie. L'émission dure six saisons et s'arrête en 2017 quand Daphné Bürki quitte Canal + pour rejoindre France Télévisions.
Durant cette période, il est également auteur de quelques livres, et tourne dans quelques films et publicités.
À l'arrêt de La Nouvelle Édition, il quitte Canal +.

### Retour à la radio et à la presse (depuis 2017)
En 2017, il présente une émission hebdomadaire Connu / Inconnu sur Radio Nova. Le concept de l'émission de confronter le parcours d'une personne connue et celui d'un inconnu.
En septembre 2017, Ariel Wizman est nommé directeur du contenu créatif du magazine Vice France.
En mars 2020, Ariel Wizman apparaît dans Astrid et Raphaëlle, série de France 2, dans le rôle secondaire de Paul Junot.
Il est sociétaire de l'émission radiophonique des Grosses Têtes sur RTL.[réf. nécessaire]
En septembre 2025, il anime l'émission Une histoire truculente sur France Culture. 

### Entrepreneur
En 2020, avec deux associés Nicolas Rey et Jonathan Siboni et après une formation rapide à l'ESCP, Ariel Wizman obtient et développe la franchise de la marque chinoise d’accessoires Miniso pour la France, avec 15 boutiques et 70 salariés en 2023.

### Vie privée
Ariel Wizman est père de trois garçons, Théo (1995), Élia (2001) et Matia (2003), qu'il a eu avec son ex-femme, Emma. En 2013, il a eu un quatrième fils avec Osnath Assayag, chercheuse en physique.

## Musique

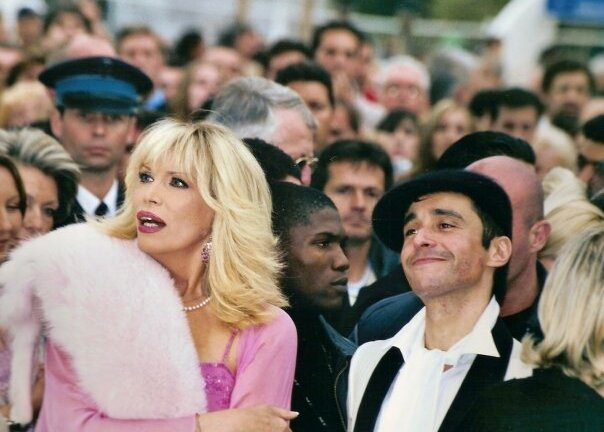
Amanda Lear et Ariel Wizman au festival de Cannes 2004.

Ariel Wizman est aussi, depuis longtemps, très actif comme DJ : il se produit un peu partout en France mais aussi à l'étranger. Il est l'un des deux membres du Grand Popo Football Club (avec Nicolas Errèra), duo de musique électronique qui a notamment sorti deux albums, et composé la musique originale de la pièce de théâtre Good Canary, mise en scène par John Malkovich, dans laquelle Ariel est monté pour la première fois sur les planches aux côtés de Cristiana Reali et de Vincent Elbaz, au Théâtre Comédia.
Ariel Wizman est également sound designer pour, entre autres, les défilés de divers créateurs, dont Alber Elbaz de Lanvin.
Ariel Wizman participe au morceau existentiel sur l'album Le Face à face des cœurs d'Abd al Malik (artiste).

## Parcours à la radio
- 1992 : coanimateur de l'émission Mouvements de jeunes avec Édouard Baer, sur Radio Nova
- 1993-1997 : coanimateur de l'émission La Grosse Boule avec Édouard Baer, sur Radio Nova
- 1997-2002 : coanimateur de l'émission Cocktail Time avec Jean Croc, sur Radio Nova
- 1998-2001 : chroniqueur dans les émissions de Pierre Bouteiller et Gérard Lefort, sur France Inter
- 2002 : membre du comité de rédaction de Radio Nova
- 2017 : animateur de l'émission Connu/Inconnu sur Radio Nova
- 2017 : chroniqueur dans l'émission Bonjour la France ! sur Europe 1
- 2022 : sociétaire dans l’émission Les Grosses Têtes sur RTL
- 2025 : animateur de l'émission Une histoire truculente sur France Culture

## Télévision

### Émissions
- 1993 : Nonante ; coanimé avec Édouard Baer ; Canal Jimmy
- 1994 : C'est pas le 20H ; coanimé avec Édouard Baer ; Canal+
- 1996-1999 : À la rencontre de divers aspects du monde contemporain ; série mensuelle de documentaires parodiques ; Canal+
- 1997-1999 : Nulle part ailleurs ; avec Guillaume Durand, Edouard Baer Canal+...
- 2000 : L'Appartement ; émission hebdomadaire ; Canal+
- 2001 : Après la sortie ; coanimé avec Ruth Elkrief ; émission hebdomadaire sur le cinéma ; France 5
- 2001-2002 : Open club ; émission hebdomadaire sur le cinéma ; Ciné Classics
- 2002 : Cinébus[22] ; émission hebdomadaire sur le cinéma ; France 5
- 2003 : Le Grand Plongeoir ; émission estivale animée par Édouard Baer et François Rollin ; France 2
- 2003-2005 : 20h10 pétantes, Vendredi pétantes et Samedi pétantes ; coanimé avec Stéphane Bern ; Canal+
- 2006 : Tentation 07 ; émission hebdomadaire ; Canal+
- 2006-2007 : Idées Fortes ; émission hebdomadaire dans laquelle Ariel s'entretient avec l'auteur d'une œuvre philosophique, d'un essai, d'un document, d'une biographie… ; I>Tele
- 2007-2011 : L'Édition spéciale ; chroniqueur  d'abord auprès de Samuel Étienne, puis de Bruce Toussaint, tous les midis du lundi au vendredi ; Canal+
- 2011-2017 : fait partie de l'équipe de La Nouvelle Édition d'Ali Baddou, puis Daphné Bürki, qui remplace L'édition spéciale ; Canal+

### Documentaires
Ariel Wizman est producteur et/ou réalisateur des documentaires suivants :
- 1999 : Pourquoi travailler ? ; avec Bernard Faroux et Guillaume Godard ; Canal+ (dans Fête de la paresse, 30 avril)
- 2000 : 52 minutes de votre temps ; avec Sandra Kogut ; Canal+ (dans L'Ère du temps, 18 janvier)
- 2000 : Les Rebelges ; avec Bernard Faroux et Gilles Verlant ; Canal+ (dans La Belgique est un pays, 13 décembre)
- 2002 : Viva Las Vegas[23] ; avec Pascal Mercier ; Canal+ (31 janvier)
- 2002 : C'est beau l'Europe la nuit ; avec Thybaud Denis et Frédéric Taddeï ; Arte (29 mai)
- 2002 : Méditerranée(s) ; série en 6 épisodes ; avec Sylvain Bergère et Sylvain Leduc ; France 5 (dans Documents de l'été : Voyage, du 11 août au 15 septembre)
- 2004 : Allez l'OM[24] ; série en 5 épisodes ; avec Vassili Silovic et Franck Annese ; Arte (dans La vie est un feuilleton, 3 au 7 mai)
- 2004 : Excentriques et Qui est Karl Lagerfeld ? ; avec Bernard Faroux et Valentine Gay ; Arte (dans Thema : Excentrique, 10 décembre)
- 2005 : Banlieue superstar ; avec Mouloud Achour et Thomas Bornot (13 novembre)
- 2007 : Best of Wanderlei ; avec Bertrand Amoussou ; en DVD  (EAN 3577092711048)
- 2007 : L'Autre Amérique[25] et Portrait américain : David Lynch[25] ; avec Valentine Gay et Bernard Faroux ; Arte (dans Thema : Une autre Amérique, 29 juin)
- 2008 : Jeunes, intelligents, performants : Les Accros aux pilules magiques[26] ; avec Laurent Lunetta ; Planète (2 avril)
- 2009 : Les Temples de la consommation ou l'Envers du shopping[27] ; avec Olivier Montoro et Hélène Klodawsky ; Canal+ (dans Émergences, 14 octobre)
- 2011 : Profession : it girls ; avec Laurent LUNETTA ; Arte

Dans Lundi Investigation, Canal+ :
- 2002 : La Sombre Histoire du patinage artistique ; avec Bernard Faroux et Valentine Gay (9 décembre)
- 2003 : La Face cachée de la pop adolescente ; avec Bernard Faroux et Valentine Gay (20 janvier)
- 2003 : Ce que vous ne savez pas sur la presse people ; avec Pascal Mercier et Valentine Gay (12 mai)
- 2003 : La Face B du hip hop[28] ; avec Étienne Labroue et Mouloud Achour (26 mai)
- 2003 : La Sombre Histoire des relations publiques[29] ; avec Valentine Gay et Gilles Cayatte (29 septembre)
- 2003 : Game over : Histoire secrète des jeux vidéo[30] ; avec Thomas Bornot (8 décembre)
- 2004 : De Jackass à Michaël Youn : Les Ados masos ; avec Bernard Faroux et Valentine Gay (16 février)
- 2005 : Free fight : Les Nouveaux Gladiateurs[31] ; avec Éric Perruchon et Valentine Gay (7 février)
- 2006 : Crunk : L'Outrance des rappeurs ; avec Éric Perruchon et Mouloud Achour (13 mars)
- 2006 : Tous reporters : la fin des journalistes ? ; avec Laurent Lunetta ; 13 août
- 2006 : Après la télé-réalité ; avec Bernard Faroux et Valentine Gay (25 septembre)
- 2007 : Les Bébés rockers ; avec Valentine Gay et Éric Perruchon (5 février)

## Comédien au cinéma

### Courts-métrages
- 1996 : Velvet 99 de Florence Deygas et Olivier Kuntzel (voix)
- 1998 : Les Astres de Laurent Firode
- 1998 : Harlem de François Cuel
- 2007 : Crosse de Liova Jedlicki

### Longs-métrages
- 1999 : Terror Firmer de Lloyd Kaufman
- 2000 : En face de Mathias Ledoux
- 2000 : La Bostella d'Édouard Baer
- 2005 : Iznogoud de Patrick Braoudé
- 2005 : Les Vacances de Noël de Jan Bucquoy (dans son propre rôle)
- 2013 : Opium d'Arielle Dombasle ; dans le rôle de Tristan Tzara
- 2014 : Les Yeux jaunes des crocodiles de Cécile Telerman

### Télévision
- 2020 : Astrid et Raphaëlle (saison 1, épisode 4 : Chambre close)

## Comédien au théâtre
- 2007 : Good Canary de Zach Helm ; mise en scène John Malkovich ; Théâtre Comédia
- 2011 : Parce que je la vole bien ! de Laurent Ruquier ; mise en scène Jean-Luc Moreau ; Théâtre Saint-Georges
- 2013 : Inconnu à cette adresse de Kressmann Taylor ; lecture dirigée par Delphine de Malherbe ; théâtre Antoine-Simone Berriau

## Discographie
Voir Grand Popo Football Club

## Publications

### Essais
- 2009 : Œufs brouillés : mes petits déjeuners avec des extrémistes ; éditions Jacob-Duvernet ; 220 p.  (ISBN 978-2-84724-204-1)
- 2011 : Lady Gaga ; beau-livre ; éditions Democratic Books ; 127 p.  (ISBN 978-2-36104-027-7)

### Divers
- 2009 : Sept entretiens… et un peu de philosophie ; entretiens philosophiques avec Jean Tellez ; éditions Germina ; 192 p.  (ISBN 978-2-917285-11-4)
- 2013 : Ces objets insolites ou obsolètes que vous pensiez avoir oubliés ; beau-livre ; éditions Michel Lafon ; 160 p.
- 2014 :  Ces objets emblématiques que vous sauveriez (ou pas) avant de quitter la France ; éditions Michel Lafon

### Préfaces
- 2007 : Peintures, Ruben Alterio ; catalogue d'exposition, livre d'art ; éditions Galerie Le Feuvre ; 32 p.
- 2008 : L'énigme Crystal, Natan Hercberg ; roman, éditions Édilivre, 238 p.
- 2012 : Épouse le !, Lori Gottlieb ; traduction d'Isabelle Chapman ; éditions Michel Lafon ; 250 p.